# Regeringen Frijs
Regeringen Krag-Juel-Vind-Frijs var Danmarks regering 6. november 1865 – 28. maj 1870.
Ændringer: 17. august 1866 , 29. september 1866, 21. juli 1867, 4. september 1867, 1. november 1867, 10. august 1868, 22. september 1869, 19. april 1870
Den bestod af følgende ministre:
- Konseilspræsident og Udenrigsminister: C.E. Krag-Juel-Vind-Frijs
- Finansminister: C.A. Fonnesbech
- Indenrigsminister:

J.B.S. Estrup til 22. september 1869, derefter
W. Haffner
- Justitsminister:

C.P.G. Leuning til 21. juli 1867, derefter
C.P.T. Rosenørn-Teilmann til 10. august 1868, derefter
C.L.V.R. Nutzhorn
- Minister for Kirke- og Undervisningsvæsenet:

C.P.T. Rosenørn-Teilmann til 4. september 1867, derefter
P.C. Kierkegaard til 6. marts 1868 (C.A. Fonnesbech vikarierede til 15. marts 1868), derefter
A.S. Hansen til 22. september 1869, derefter
Ernst Emil Rosenørn
- Krigsminister:

J.V. Neergaard til 29. september 1866
W.R. Raasløff til 19. april 1870 (C.E. Frijs vikarierede fra 19. april til 28. maj 1870)
- Marineminister:

H.H.S. Grove til 17. august 1866 (J.B.S. Estrup vikarierede fra 26. juli til 17. september 1866), derefter
C.E. van Dockum til 1. november 1867, derefter
O.F. Suenson til 22. september 1869, derefter
W.R. Raasløff til 19. april 1870 (C.E. Frijs vikarierede fra 19. april til 28. maj 1870)